# Cinzia Genualdo
Cinzia Genualdo (Roma, 19 gennaio 1968) è un'ex cestista e allenatrice di pallacanestro italiana.

## Carriera
Ala piccola, ha giocato in Serie A1 con Priolo Gargallo.
Dopo il ritiro, è secondo assistente alla Rainbow Catania in Serie B femminile e poi direttore sportivo dello Sport Club Gravina in Serie C2 maschile.